# Killing Loneliness
"Killing Loneliness" é uma canção escrita por Ville Valo, gravada pela banda HIM.
É o terceiro single do quinto álbum de estúdio lançado a 23 de Setembro de 2005, Dark Light.

## Paradas
| Paradas                 | Posições |
| ----------------------- | -------- |
| Finlândia - Mitä hittiä | 2        |